# لامونت (میسیسیپی)
لامونت (به انگلیسی: Lamont) یک منطقهٔ مسکونی در ایالات متحده آمریکا است که در شهرستان بولیوار، میسیسیپی واقع شده‌است. لامونت  ۳۷٫۱۹ متر بالاتر از سطح دریا واقع شده‌است.